# Edu Moya
Eduardo Moya Cantillo, (Monesterio (Badajoz), España, 3 de enero de 1981), más conocido como Edu Moya, es un futbolista español que juega como medio centro y/o defensa. Actualmente se encuentra sin equipo.

## Biografía

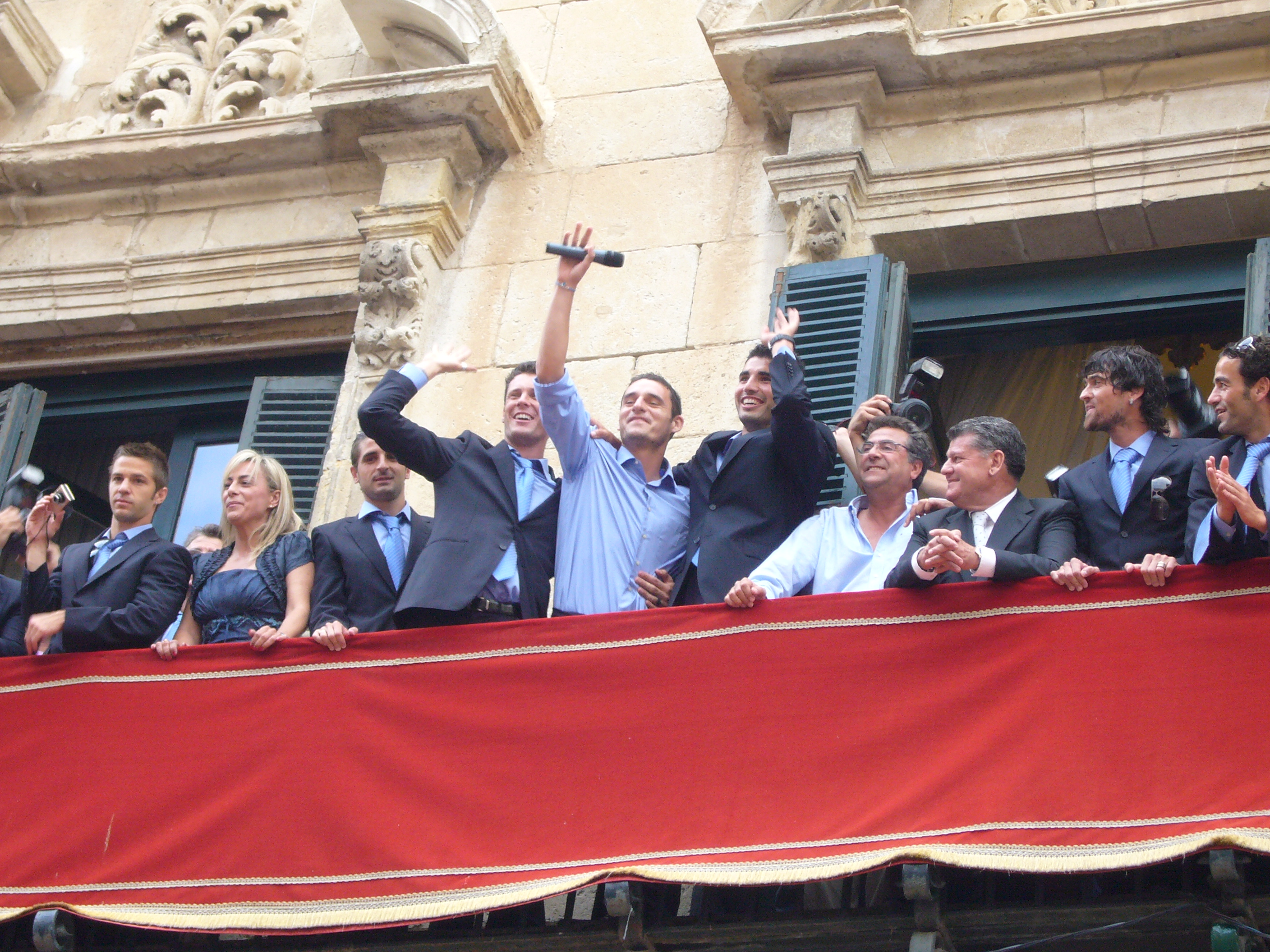
Edu Moya (el primero por la izquierda) en el ayuntamiento de Alicante tras el ascenso a Primera división con el Hércules C. F. en la temporada 2009/10.

Nació en Monesterio el 3 de enero de 1981, fue el tercero de cuatro hermanos (Luz María, Cristina y Adrián) e hijo de Rosa María y Antonio. Desde que era un niño empezó a desarrollarse como deportista en su localidad natal, en las categorías inferiores de la EMF Monesterio donde jugaría hasta llegar al equipo cadete donde una buena temporada suya llamaría la atención del CF Extremadura que lo ficharía para su equipo juvenil en División de Honor. Tras 23 años jugando al fútbol ha logrado participar en todas las categorías del fútbol español y militar en 15 equipos diferentes.
Además del fútbol, Edu también practicaba como aficionado otras modalidades deportivas como tenis, tenis de mesa, natación, atletismo y fútbol sala.
En 2019, Edu Moya creó en Monesterio su propia escuela de fútbol para niños llamada Tentu Sport.

## Trayectoria
Su primer equipo profesional fue el CF Extremadura en el que militó en las temporadas 2000/01 y 2001/02 y dónde debuta el 21 de enero de 2000. Posteriormente es traspasado al CD Tenerife durante cuatro temporadas. 
En el mercado de invierno de la temporada 2003/04, tras varios equipos como el Valencia y el Racing de Santander interesados en él, sería cedido al Mallorca donde debuta en Primera División el 18 de enero de 2004 a las órdenes del ex seleccionador nacional Luis Aragonés y compartiendo vestuario con Samuel Eto'o, Leo Franco y Nadal entre otros. Además que en esta nueva andadura debuta en la Europa League (UEFA) enfrentándose a dos históricos equipos como son el Spartak de Moscú y Newcastle. Vuelve al CD Tenerife y tras realizar dos buenas temporadas en el club insular firma en el Recreativo dónde permanecería 2 temporadas, la 2006/07 y 2007-08. En la primera temporada fue un jugador trascendental y de los más destacados del campeonato en su puesto e incluso se le pudieron abrir las puertas de la Selección Española como lateral derecho; la segunda temporada transcurrió difícil como lo fue la permanencia del equipo en la categoría de 1.ª división. Al acabar la temporada 2007-08 termina contrato con el Recreativo de Huelva y decide fichar por el Celta de Vigo ante la oferta que le es ofrecida desde el club vigués el cual milita en la Segunda División. Tras su paso por el Celta de Vigo ficha por el Hércules C.F. para lo que resta de temporada 2009/10, obteniendo el ascenso a Primera, pero siendo traspasado al Xerez CD para la siguiente temporada.
Un año en el conjunto jerezano, en el que Edu Moya tuvo muy buenos partidos pero la falta de continuidad impidió que demostrara su mejor versión. Al finalizar con el conjunto xerezano se entrena durante 7 meses con el CD Tenerife B de Quique Medina, exentrenador blanquiazul y por aquel entonces director deportivo del CD Tenerife con el que mantiene una estrecha relación de su temporada como jugador; además en enero se incorpora al equipo que AFE selecciona para jugadores sin contrato de la mano del entrenador y jugador internacional Sergi Barjuan exjugador del FC Barcelona. Debido a la buena condición física en el CD Tenerife B y al escaparate que AFE (Asociación de Futbolistas Españoles) ofrece, Edu Moya obtiene varias ofertas en países fuera de España como Polonia, Rumanía, Grecia, Bulgaria, Suecia y Noruega. Es en este último país donde se decanta a seguir su etapa profesional en el FK Fyllingsdalen de la 2.ª División.
Edu Moya jugó en el FK Fyllingsdalen de la 2.ª división noruega durante dos temporadas donde actuando de medio centro logró 9 goles y varias asistencias de gol a sus compañeros.
Para la temporada 2013/14 de la Liga Boliviana fue contratado por el último campeón de la competición, el Club Bolívar quedando subcampeón de la liga y siendo semifinalista de la Copa Libertadores de América, eliminando a equipos como Flamengo de Brasil, Club León de México, Emelec de Ecuador y Lanús de Argentina y eliminado por San Lorenzo de Almagro en semifinales y quien a posteriori fue el rival del Real Madrid en el mundialito de clubes al ser el campeón de la Copa Libertadores de América ese año.
Tras su paso por el campeonato nacional boliviano y haber jugado las semifinales de la Copa Libertadores de América, vuelve a participar en las X Sesiones AFE dónde se preparará para una nueva experiencia fuera de España y buscar un nuevo reto, haciéndolo en la Primera División de Andorra quedando subcampeón del campeonato nacional de la liga andorrana y accediendo así a la fase previa de la Europa League, quedando eliminados por el equipo londinense West Ham United.
Finalizada su nueva andadura deportiva, jugó una temporada en el decano del fútbol español, el RC Recreativo de Huelva. Posteriormente al decano del fútbol español decide jugar en el CP Cacereño para mantener su estado de forma (consiguiendo ser campeones de grupo) y así buscar ofertas profesionales para la siguiente temporada. De este modo pasaría a formar parte del Delhi Dynamos CF de la Superliga de India de la mano de Miguel Ángel Portugal.
En 2018 decide volver a Extremadura para fichar por la AD Llerenense de la Tercera División de España donde jugó hasta 2020 fecha en la que anunció su retirada del fútbol aunque volvería más tarde a los terrenos de juego para fichar por el equipo de su localidad natal, el CP Monesterio de la Primera División Extremeña, donde jugaría una temporada.
El 17 de febrero del 2023 anunciaría su fichaje por la UD Bienvenida de la Segunda División Extremeña a los 42 años de edad.En el conjunto de Bienvenida jugaría dos temporadas, logrando el ascenso a Primera División Extremeña en la temporada 2023-24.

## Clubes
| Club                    | División       | País    | Temporada | Encuentros disputados | Goles | Partidos de Copa |
| ----------------------- | -------------- | ------- | --------- | --------------------- | ----- | ---------------- |
| CF Extremadura B        | 3ª división    | España  | 1999-2000 | 38                    | 4     |                  |
| Extremadura             | 2ª división    | España  | 2000-2001 | 10                    | 1     | 3                |
| Extremadura             | 2ª división    | España  | 2001-2002 | 16                    | 1     | 3                |
| CD Tenerife             | 2ª división    | España  | 2002-2003 | 33                    | 0     | 2                |
| CD Tenerife             | 2ª división    | España  | 2003-2004 | 14                    | 1     | 1                |
| RCD Mallorca            | 1ª división    | España  | 2004      | 15                    |       |                  |
| CD Tenerife             | 2ª división    | España  | 2004-2005 | 32                    | 1     | 1                |
| CD Tenerife             | 2ª división    | España  | 2005-2006 | 25                    |       | 2                |
| Recreativo de Huelva    | 1ª división    | España  | 2006-2007 | 20                    |       | 1                |
| Recreativo de Huelva    | 1.ª división   | España  | 2007-2008 | 20                    |       | 3                |
| RC Celta de Vigo        | 2ª división    | España  | 2008-2009 | 31                    | 1     | 2                |
| RC Celta de Vigo        | 2ª división    | España  | 2009-2010 |                       |       |                  |
| Hércules C.F.           | 2.ª división   | España  | 2010      | 1                     |       |                  |
| Xerez CD                | 2.ª división   | España  | 2010-2011 | 15                    |       | 3                |
| FK Fyllingsdalen        | 2ª división    | Noruega | 2012      | 24                    | 3     | 2                |
| FK Fyllingsdalen        | 2.ª división   | Noruega | 2013      | 11                    | 2     | 2                |
| Club Bolívar            | 1.ª división   | Bolivia | 2013-2014 | 20                    | 3     |                  |
| FC Lusitanos            | 1.ª división   | Andorra | 2015      | 10                    |       |                  |
| RC Recreativo de Huelva | 2.ª división B | España  | 2015-2016 | 20                    |       |                  |
| CP Cacereño             | 3ª división    | España  | 2016-2017 | 21                    | 0     |                  |
| Delhi Dynamos FC        | 1.ª división   | India   | 2017-2018 | 14                    | 0     | 1                |
| AD Llerenense           | 3.ª división   | España  | 2018-2020 | 25                    | 0     |                  |
| CP Monesterio           | 1.ª regional   | España  | 2021      |                       |       |                  |
| UD Bienvenida           | 2.ª regional   | España  | 2023-2024 | 12                    | 0     |                  |